# Keith Emerson
Keith Noel Emerson, född 2 november 1944 i Todmorden, West Yorkshire, död 10 mars 2016 i Santa Monica, Los Angeles, Kalifornien, var en brittisk  rockmusiker och keyboardist.
Keith Emerson började sin karriär i engelska progrockgruppen The Nice 1967. Han lämnade gruppen 1970 och bildade Emerson, Lake & Palmer som blev en av de stora grupperna inom den progressiva rocken. Han inledde senare en solokarriär och släppte sitt första egna album Inferno 1980. 
Emerson var en i grunden en klassisk skolad pianist och han utvecklade en mycket speciell spelstil då han blandade rockmusik med element från både klassisk musik och jazz. Ett av hans främsta kännetecken är användandet av hammondorgeln, men Emerson var även pionjär inom användandet av elektroniska keyboards tillsammans med de samtida pianisterna Rick Wakeman och Chick Corea. 1969 etablerade han ett samarbete med Robert Moog och Emerson var den första att ta med sig en Modular Moog på en turné.